# Melitaea graeca
Melitaea graeca är en fjärilsart som beskrevs av Otto Staudinger 1870. Melitaea graeca ingår i släktet Melitaea och familjen praktfjärilar. Inga underarter finns listade i Catalogue of Life.